# Руа Пјано (Кунео)
Руа Пјано је насеље у Италији у округу Кунео, региону Пијемонт.
Према процени из 2011. у насељу је живело 45 становника. Насеље се налази на надморској висини од 631 м.